# Понтийско-Каспийска степ
Понтийско-Каспийската степ е обширен степен регион в Източна Европа.
Обхваща земите на север от бреговете на Черно море (наричано Еуксинос Понтос [Εὔξεινος Πόντος] в древността) на изток до Каспийско море, на запад до Молдова и Западна Украйна през Южния федерален окръг и Волжкия федерален окръг на Русия до Западен Казахстан. Тя е част от Евразийската степ в непосредствена близост до Казахската степ на изток.
Представлява степи и пасища с умерено континентален климат
В историко-георграфско отношение съответства на Скития и Сарматия от Класическата античност.